# Historiologia
historiologia - (historia - badanie; logos - nauka) stara się ująć wszelkie stopnie i poziomy nauk o dziejach, o historii. Wyróżnia ona głównie trzy poziomy tych nauk: historiografię wszelkich działów, filozofię historii i teologię historii. Twórcą tego terminu jest ks. prof. Czesław Bartnik.